# إليزابيث من بولندا، ملكة المجر
إليزابيث من بولندا (1305 - 29 ديسمبر 1380)؛ كانت ملكة المجر القرينة بكونها الزوجة الرابعة والأخيرة لـ كارولي الأول من المجر، وأيضا كانت حاكمة على بولندا أثناء غياب ابنها لويس الأول بين عامي 1370 و1376.
إليزابيث هي الابنة الثاني لـ فواديسواف الأول ملك بولندا وجدويغا من كاليتش التي تعتبر حفيدة الملك بيلا الرابع من ناحية والدتها، وأيضا هي شقيقة الكبرى لـ الملك كازيمير الثالث من بولندا الذي يعتبر أخر ملوك بولندا من أسرة بياست.
أثناء تواجد إليزابيث في البلاط المجري يُنسب إليها الفضل في كونها أول من ادخل العطر الذي كان يُعرف بـ ماء هنغاريا، إلى أوروبا والعالم الغربي.
وأيضا أثناء كونها الملكة الأم استطعت تزويج ابنها البكر لويس من مارغريت من بوهيميا ابنة الإمبرطور كارل الرابع ولكنها توفيت بعد سبع سنوات من الزواج دون انجاب الوريث، ثم زوجته من قريبتها إليزابيث من البوسنة.
وأيضا اعتبرت الملكة الأم إليزابيث وريثة عرش شقيقها كازيمير الثالث بعد وفاة شقيقتها الكبرى كونيغوند، بعد أن تزوج كازيمير أربعة مرات ووفاة أبنائه الصغار، وبذلك ستكون بولندا والمجر تحت ملك واحد.
وأيضا ابنها الثاني أندراس كان متزوج من قريبته جوفانا الأولى ملكة نابولي، أراد أندراس أن يكون ملك لنابولي وأن يحكم بشكل مشترك مع زوجته، ولكن جوفانا رفضت، وافق البابا إينوسنت السادس على تتويج جوفانا وحدها، وخوفاً على حياته، كتب أندراس إلى والدته بأنه سيهرب من المملكة، بذلك تدخلت وقامت بزيارة رسمية إلى نابولي، وقبل أن تعود قامت برشوة البابا بسماح بتتويج ابنها، وأيضا اعطت لابنها خاتماً كان من المفترض يحميه من الموت بواسطة النصل أو السم، وعادت بشعور زائف بالامن إلى المجر، ومع ذلك الحلقة لم تحميه؛ بحيث ابنها سرعان ما اغتيل عن طريق الخنق.
بعد وفاة شقيقها كازيمير في 1370 اعتبرت حاكمة في بولندا بين عامي 1370 حتى 1376، بحيث تبين فترة حاكمها كانت فاشلة بحسب الضرائب، وأيضا استطاع البولندين قتل 160 حارساً من حارسها المجريين مما أدى إلى فرارها إلى المجر مستنجدة بابنها لويس، الذي استطاع حل الأزمة هناك، وبعد عودته عاشت في عزلة خارج بودا في دير عُرف بـ دير سانت كلار.